# Софіївка (Дружківська міська громада)
Софі́ївка (до 2016 року — Артемівка) — село Дружківської міської громади Краматорського району Донецької області, України.
Населення за переписом 2001 року становить 538 осіб. Поштовий індекс — 85171. Телефонний код — 6272.

## Економіка
Більшість жителів займаються сільським господарством, також підприємство «1 Мая». Вирощують кукурудзу, соняшник, пшеницю, ячмінь, горох.
Також тут розташоване підприємство ПрАТ «Керампром», основною діяльністю якого є добувна промисловість (вогнетривка глина та каолін). Експорт відбувається у країни Євросоюзу (Італія, Іспанія), Туреччину, Білорусь та в Росію.

## Транспорт
Через село проходить магістраль Дружківка — Добропілля, якою проходять автобуси сполученням Дружківка — Добропілля, Дружківка — Новоторецьке.
Селом пролягають автошляхи:
С050828 (Артемівка (нині Софіївка) — Дружківка)

### Вулиці
Центральна, Нова, Ювілейна, Садова, Дружби, Шкільна.

## Освіта
У селі працює Софіївський навчально-виховний комплекс відділу освіти Краматорської райдержадміністрації.

## Соціальна сфера та культура
Тут розташований Софіївський навчально-виховний комплекс, утворений у 2006 році (Об'єднання Новоартемівскої загальноосвітньої школи I—III ступенів та Новоартемівського дитячого садочку), Софіївський дім культури, тренувальний зал, православна церква, стадіон, 3 дитячих майданчика, пам'ятник загиблим солдатам німецько-радянської війни.

## Релігія та населення
Більшість жителів є українцями — переселенцями із Закарпатської обл., котрі перебували у пошуку роботи в радянські часи. Також у незначній кількості є цигани, росіяни, українці з Наддніпрянщини. Основна релігія — православне християнство.
За даними перепису 2001 року населення села становило 538 осіб, із них 91,64 % зазначили рідною мову українську, 7,43 % — російську та 0,74 % — молдавську мову.

## Фотогалерея

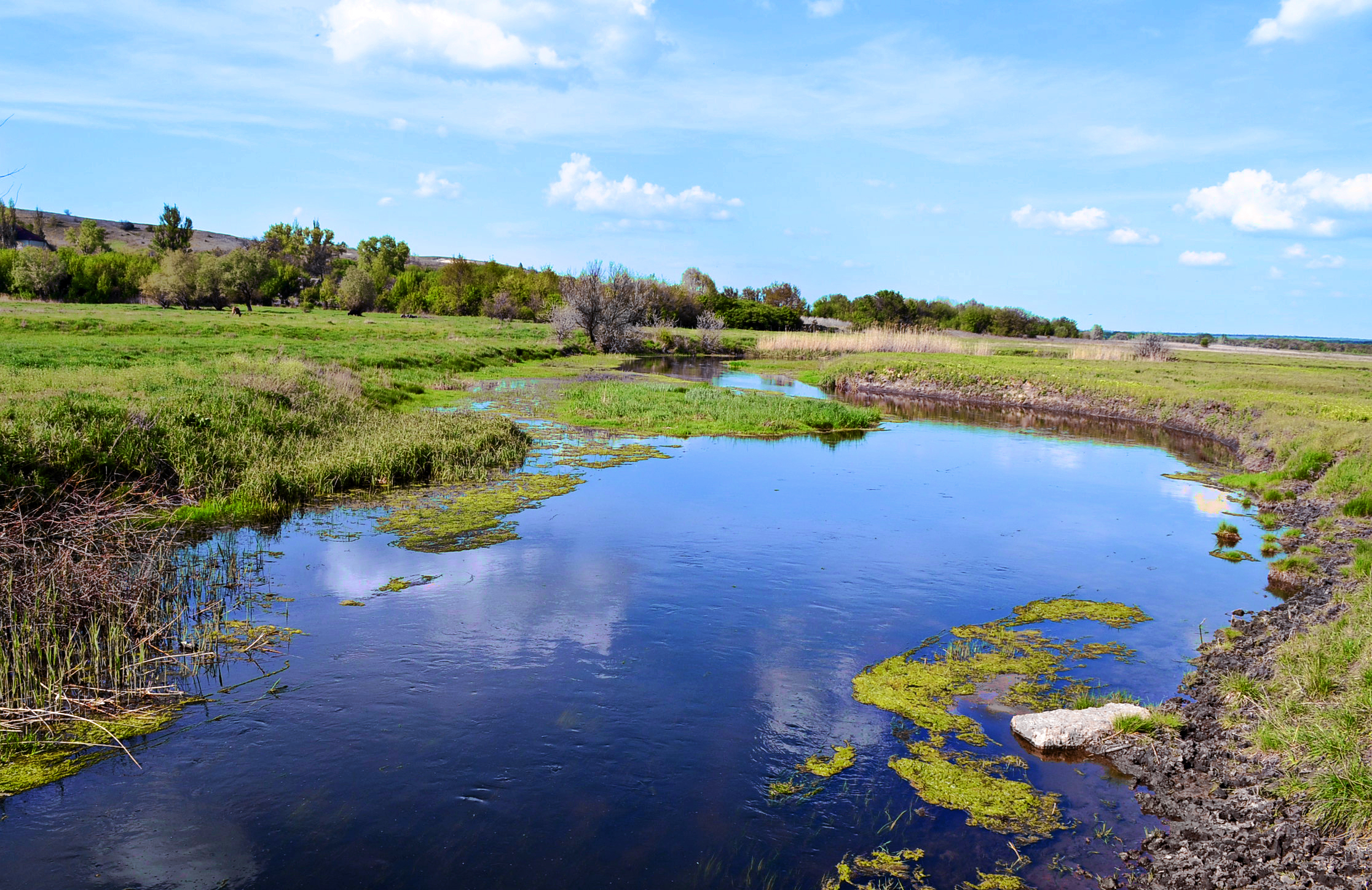
Казенний Торець в с. Софіївка
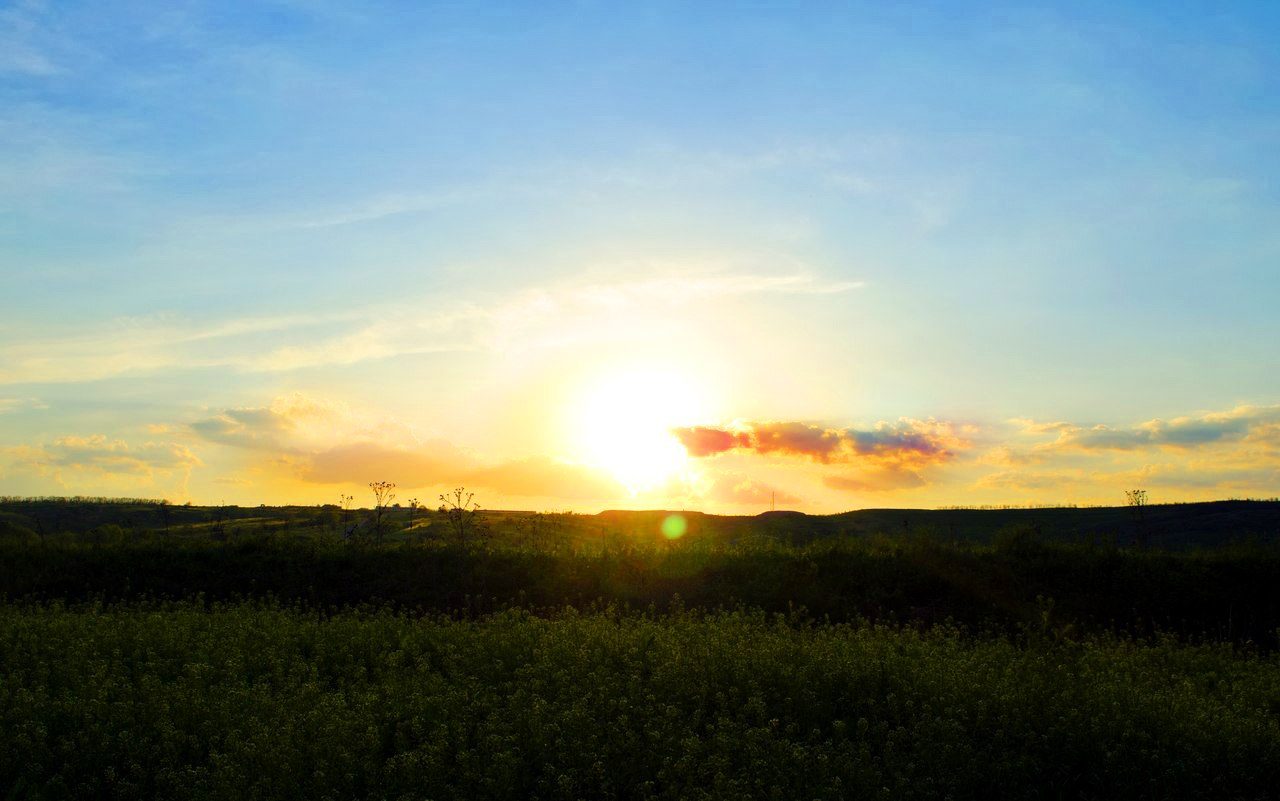
Захід сонця в Софіївці з краєвидом на Донецький кряж